# Alexandre Ier Ghica
Pour les articles homonymes, voir Ghica.
Alexandre Ier Ghica ou Alexandru Ghika VII, prince Phanariote membre de la Famille princière Ghica, est prince de Valachie de 1766 à 1768.

## Origine
Alexandre Ier Ghica ou Alexandru Ghika VII est le fils du prince Scarlat Ghica et de sa première épouse Ecatarina (ou Anastasia) Racoviță la fille du prince Mihai Racoviță.

## Règne
Le 2 décembre 1766 après la mort de son père il obtient d’assurer sa succession  comme prince de Valachie. Il règne jusqu’au 28 octobre 1768. Le gouvernement de la Valachie est maintenu dans sa famille en la personne de son  cousin Grigore III Ghica.

## Unions et postérité
Le prince Alexandre Ier Ghica contracte deux unions: avec Maria Rizo-Rangabé puis avec Samranda Moruzi. Du premier mariage sont issus :
- Grigore
- Ruxanda, épouse du prince Constantin Hangerli.